# Dansk Atletik Forbund
Duńska Federacja Lekkoatletyczna (duń. Dansk Atletik Forbund, DAF) – duńska narodowa federacja lekkoatletyczna należąca do European Athletics. Siedziba znajduje się w Brøndby, a prezesem jest Karsten Munkvad.
Federacja powstała w 1907 roku, a od 1912 roku jest członkiem IAAF.
Prezesi od 1970 roku:
- 1970-1980: K. Lyhne Pedersen
- 1980-1986: Mogens Finn Jensen
- 1986-1992: Niels Nygaard
- 1992-1996: Troels Troelsen
- 1996-2004: Thomas Thomsen
- 2004-2008: Martin Roald-Arbøl
- 2008-2010: Søren B. Henriksen
- 2010-2012: Lars Vermund Andersen
- od października 2012: Karsten Munkvad